# フランク・サンチェス
フランク・サンチェス・フォーレ（Frank Sánchez Faure、1992年7月18日 - ）は、キューバのプロボクサー。グアンタナモ出身。

## 来歴

### プロ時代
2017年9月22日、プロデビュー戦を行い1回1分32秒TKO勝ち。
2019年8月31日、ミネアポリスのミネアポリス・アーモリーにてエリスランディ・ララ対ラモン・アルバレスの前座でビクトル・ビスバルとNABOヘビー級王座決定戦を行い、4回終了時TKO勝ちを収め王座獲得に成功した。
2020年3月7日、ニューヨーク市ブルックリン区のバークレイズ・センターにてロバート・ヘレニウス対アダム・コウナッキの前座でジョーイ・ダウェイコとWBCアメリカ大陸ヘビー級王座決定戦を行い、10回3-0の判定勝ちを収めWBCアメリカ大陸王座獲得および2度目のNABO王座防衛に成功した。
2021年10月9日、ネバダ州ラスベガスのT-モバイル・アリーナにてタイソン・フューリー対デオンテイ・ワイルダー第三戦の前座でWBC世界ヘビー級8位・WBO世界ヘビー級10位のエフェ・アジャグバと対戦し、10回3-0の判定勝ちを収め2度目のWBCアメリカ大陸王座防衛および4度目のNABO王座防衛に成功した。
2024年5月18日、サウジアラビア・リヤドのキングダム・アリーナにてタイソン・フューリー対オレクサンドル・ウシクの前座でWBC世界ヘビー級3位のアギット・カバエルとWBC世界ヘビー級挑戦者決定戦を行い、プロ初黒星となる7回2分29秒KO負けを喫しWBCアメリカ大陸・NABO王座から陥落するとともに、オレクサンドル・ウシクへの挑戦権の獲得に失敗した。

## 戦績
- プロボクシング：26戦 24勝 (17KO) 1敗 1無効試合

| 戦           | 日付           | 勝敗 | 時間    | 内容         | 対戦相手                     | 国籍             | 備考                                                  |
| ------------ | -------------- | ---- | ------- | ------------ | ---------------------------- | ---------------- | ----------------------------------------------------- |
| 1            | 2017年9月22日  | ☆    | 1R 1:32 | TKO          | ジャスティン・ソーントン     | アメリカ合衆国   | プロデビュー戦                                        |
| 2            | 2018年1月27日  | ☆    | 2R 2:31 | TKO          | マヌエル・イーストマン       | アメリカ合衆国   |                                                       |
| 3            | 2018年2月23日  | ☆    | 1R 2:04 | TKO          | フアン・レイナ               | アメリカ合衆国   |                                                       |
| 4            | 2018年3月3日   | ☆    | 2R 0:45 | KO           | ブライアン・グリーン         | アメリカ合衆国   |                                                       |
| 5            | 2018年3月23日  | ☆    | 1R 1:12 | TKO          | エリック・サラザール         | アメリカ合衆国   |                                                       |
| 6            | 2018年4月26日  | ☆    | 1R 1:51 | TKO          | ブラッド・オースティン       | アメリカ合衆国   |                                                       |
| 7            | 2018年5月4日   | –    | 2R 0:16 | NC           | ラモン・ケイパーズ           | アメリカ合衆国   |                                                       |
| 8            | 2018年6月1日   | ☆    | 6R      | 判定3-0      | ミゲル・キュボス             | メキシコ         |                                                       |
| 9            | 2018年6月30日  | ☆    | 2R 1:42 | TKO          | フランソワ・ラッセル         | アメリカ合衆国   |                                                       |
| 10           | 2018年10月20日 | ☆    | 6R      | 判定3-0      | ギャレット・ウィルソン       | アメリカ合衆国   |                                                       |
| 11           | 2018年11月30日 | ☆    | 1R 1:11 | KO           | カルロス・レイエス           | アメリカ合衆国   |                                                       |
| 12           | 2019年1月11日  | ☆    | 2R 2:59 | KO           | ウィリー・ジェイク・ジュニア | アメリカ合衆国   |                                                       |
| 13           | 2019年7月13日  | ☆    | 2R 1:20 | TKO          | ジェイソン・バーグマン       | アメリカ合衆国   |                                                       |
| 14           | 2019年8月31日  | ☆    | 4R 終了 | TKO          | ビクトル・ビスバル           | プエルトリコ     | NABOヘビー級王座決定戦                                |
| 15           | 2019年10月26日 | ☆    | 10R     | 判定3-0      | ジャック・ムロワイ           | コンゴ民主共和国 | NABO防衛1                                             |
| 16           | 2020年3月7日   | ☆    | 10R     | 判定3-0      | ジョーイ・ダウェイコ         | アメリカ合衆国   | WBCアメリカ大陸ヘビー級王座決定戦 NABO防衛2           |
| 17           | 2020年11月7日  | ☆    | 4R 2:07 | KO           | ブライアン・ハワード         | アメリカ合衆国   | NABO防衛3                                             |
| 18           | 2020年12月19日 | ☆    | 7R 1:35 | KO           | フリアン・フェルナンデス     | メキシコ         |                                                       |
| 19           | 2021年5月8日   | ☆    | 6R 1:42 | 負傷判定 3-0 | ナギー・アギレラ             | ドミニカ共和国   | WBCアメリカ大陸防衛1                                  |
| 20           | 2021年10月9日  | ☆    | 10R     | 判定3-0      | エフェ・アジャグバ           | ナイジェリア     | WBCアメリカ大陸防衛2 NABO防衛4                        |
| 21           | 2022年1月1日   | ☆    | 10R     | 判定3-0      | クリスチャン・ハマー         | ドイツ           |                                                       |
| 22           | 2022年10月15日 | ☆    | 9R 1:36 | TKO          | カルロス・ネグロン           | プエルトリコ     | WBCアメリカ大陸防衛3 NABO防衛5                        |
| 23           | 2023年4月8日   | ☆    | 1R 1:41 | KO           | ダニエル・マーツ             | アメリカ合衆国   |                                                       |
| 24           | 2023年9月30日  | ☆    | 4R 終了 | TKO          | スコット・アレクサンダー     | アメリカ合衆国   | WBCアメリカ大陸防衛4                                  |
| 25           | 2023年12月23日 | ☆    | 7R 2:42 | TKO          | ジュニア・ファ               | ニュージーランド | WBCアメリカ大陸防衛5 NABO防衛6                        |
| 26           | 2024年5月18日  | ★    | 7R 2:29 | KO           | アギット・カバエル           | ドイツ           | WBC世界ヘビー級挑戦者決定戦 WBCアメリカ大陸・NABO陥落 |
| テンプレート |                |      |         |              |                              |                  |                                                       |

## 獲得タイトル
- NABOヘビー級王座
- WBCアメリカ大陸ヘビー級王座